# Małżowina nosowa górna

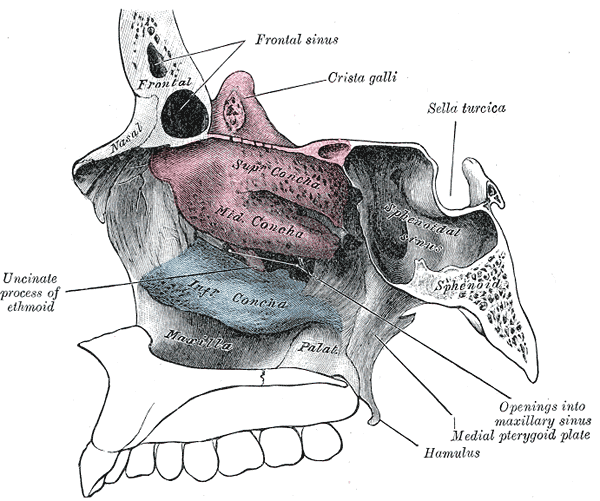
Małżowina nosowa górna podpisana Sup. Concha.

Małżowina nosowa górna (łac. concha nasalis superior) – w anatomii człowieka część ściany bocznej jamy nosowej, wraz z małżowiną nosową środkową stanowiąca część kości sitowej.
Pod małżowiną nosową górną znajduje się przewód nosowy górny, w którym leżą ujścia komórek sitowych tylnych. 
Małżowina nosowa górna wraz z małżowiną nosową najwyższą, odpowiadającymi im przewodami nosowymi i górną częścią przegrody nosa pokryta jest nabłonkiem węchowym.

## Dodatkowe ilustracje

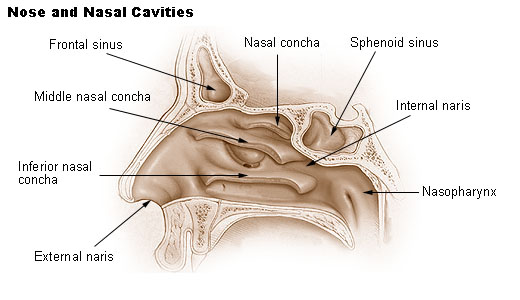
Jama nosowa
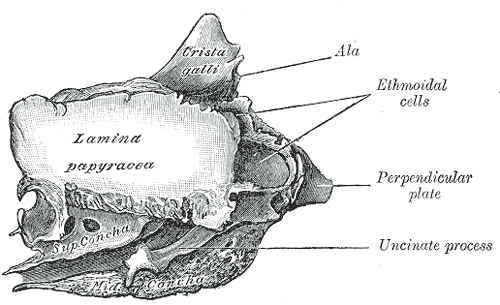
Kość sitowa widoczna z prawej strony
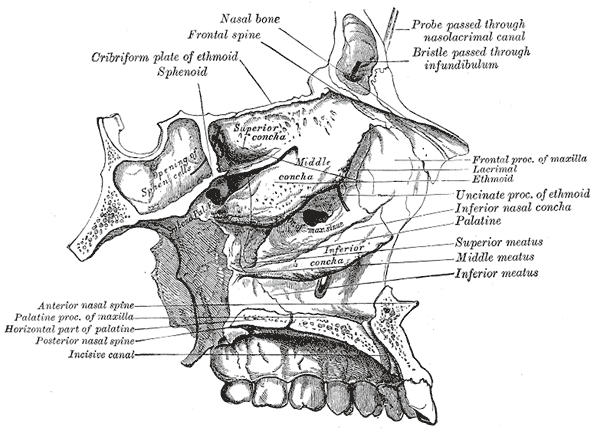
Górna, boczna i dolna ściana lewej jamy nosowej.
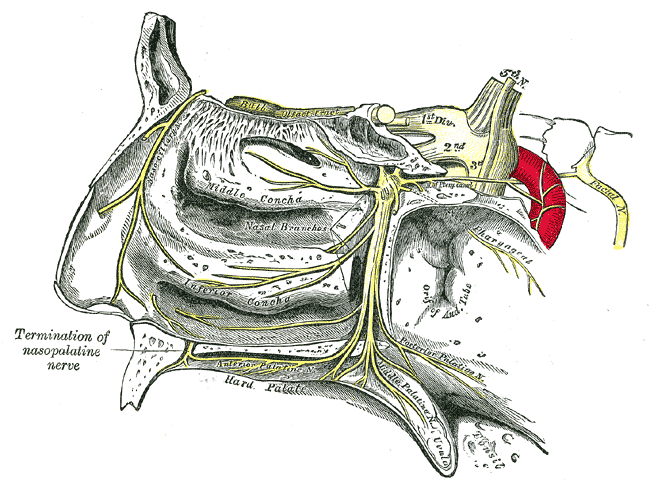
Zwój skrzydłowo-podniebienny.
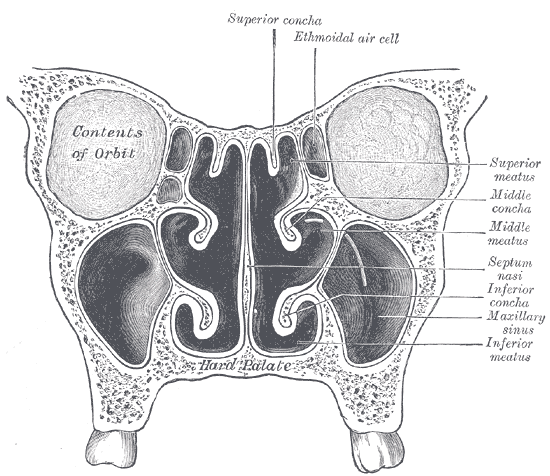
Przekrój czołowy przez jamę nosową.
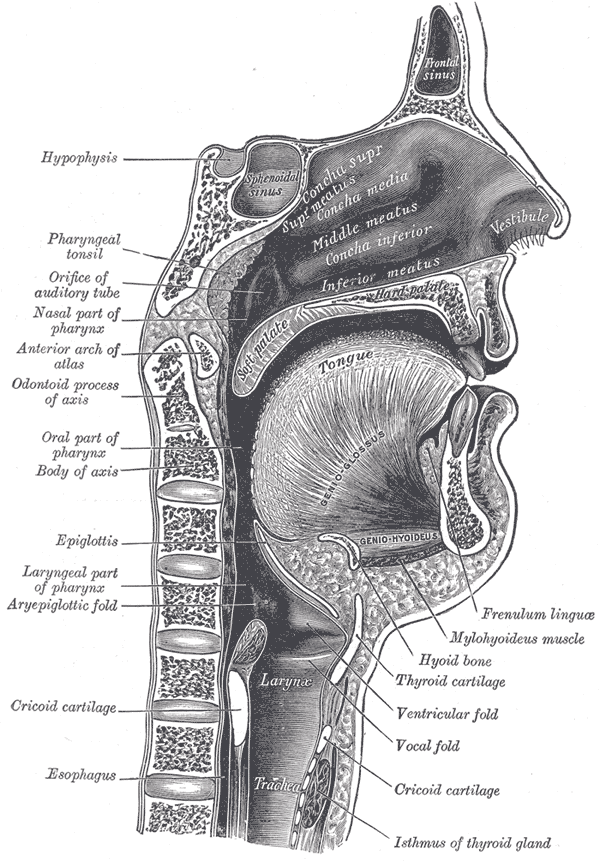
Przekrój strzałkowy przez jamę nosową, gardłową, ustną i krtań.